# NCIS (harmadik évad)
Az itt található lista az NCIS című televíziós sorozat harmadik évadjának epizódjait tartalmazza.
| Eredeti cím | Eredeti bemutató     | Magyar cím          | Magyar bemutató      | #    |
| --- | -------------------- | ------------------- | -------------------- | ---- |
| Kill Ari (Part I) | 2005. szeptember 20. | Öld meg Arit! (2/1) | 2007. augusztus 27.  | 3x01 |
| Miközben a csapat minden tagja a maga módján igyekszik túltenni magát Kate halálán, az NCIS új igazgatót kap, akinek közös a múltja Gibbsszel, s feltűnik Ari Haswari moszados felügyelője is. Egyik nő sem hisz Gibbsnek, aki állítja, Haswari ölte meg Kate-et. |                      |                     |                      |      |
| Kill Ari (Part II) | 2005. szeptember 27. | Öld meg Arit! (2/2) | 2007. szeptember 3.  | 3x02 |
| Ari Haswari – hogy még nagyobb fájdalmat okozzon Gibbsnek – elrabolja Dokit. Gibbs közben ráállítja Tonyt Zivára, később pedig valaki rálő Gibbsre és Jennyre Haswari terepjárójából. Ziva találkozót beszél meg Arival, és – miután Ari puskát szegez Gibbsre és bevallja Kate megölését – lelövi. |                      |                     |                      |      |
| Mind Games | 2005. október 4.     | Elmejáték           | 2007. szeptember 10. | 3x03 |
| Gibbs utasítást kap arra, hogy új információk reményében beszéljen egy évekkel ezelőtt általa elfogott gyilkossal a kivégzése előtt. A fegyenc nem hajlandó elárulni az áldozatainak rejtekhelyét, ezért a csapat a saját módszereivel derít rá fényt. De közben Paula Cassidyt elrabolják. |                      |                     |                      |      |
| Silver War | 2005. október 11.    | Kincsvadászat       | 2007. szeptember 17. | 3x04 |
| Egy, a polgárháború idejéből származó koporsóban egy viszonylag friss holttestet találnak, mellette pedig egy mobiltelefont. Kiderül, hogy az őrmestert élve temették el. Eközben Ziva a csapat tagjává válik mint moszados összekötő tiszt, és megmenti Doki életét. |                      |                     |                      |      |
| Switch | 2005. október 18.    | Helycsere           | 2007. szeptember 24. | 3x05 |
| Az NCIS egy altiszt meggyilkolásában nyomoz, akit vezetés közben lőttek le az úton. Mikor ellátogatnak a feletteséhez, hogy jelentsék a halálát, kiderül, a halott tiszt nem az, akinek gondolták. |                      |                     |                      |      |
| The Voyeur's Web | 2005. október 25.    | Kukkolók oldala     | 2007. október 1.     | 3x06 |
| Jamie Carrt, egy tengerészőrmester feleségét elraboltnak vélik, mígnem Gibbs és a csapat olyan bizonyítékot talál, ami azt sugallja, a nőt egy internetes snuff-film keretében meggyilkolták. |                      |                     |                      |      |
| Honor Code | 2005. november 1.    | A becsületkód       | 2007. október 8.     | 3x07 |
| Elrabolnak egy sorhajóhadnagyot fia mellől a vidámparkban. Az NCIS a magára maradt kisfiú segítségével kezdi meg a nyomozást, ami során egyre több jel utal arra, hogy maga a tiszt is sáros. Gibbs megérzései azonban mást sugallnak. |                      |                     |                      |      |
| Under Covers | 2005. november 8.    | Álruhában           | 2007. október 15.    | 3x08 |
| Egy bérgyilkos házaspár autóbalesetben életét veszti. A jelek szerint éppen Washingtonba készültek, ahol egy katonákkal teli rendezvényre voltak hivatalosak, s feltételezhetően egy magas rangú vezetőt szándékoztak megölni. Tony és Ziva átveszik a helyüket. |                      |                     |                      |      |
| Frame-Up | 2005. november 22.   | A csapda            | 2007. október 29.    | 3x09 |
| Quanticónál egy pár női alsó végtagra bukkannak. A lábakon talált bizonyítékok, így az elkövető vére és fogsorlenyomata elemzésekor az NCIS meghökkentő felfedezést tesz: a gyilkos nem más, mint DiNozzo ügynök. De végül kiderűl, hogy Abby asszisztense akarta besározni. |                      |                     |                      |      |
| Probie | 2005. november 29.   | McGee               | 2007. november 5.    | 3x10 |
| Az NCIS egy magas rangú tisztet kísér, mikor McGee heves vitára lesz figyelmes egy sikátorban. A körülmények arra késztetik, hogy fegyverét használja. Rövidesen kiderül: az elhunyt rendőrnyomozó volt, bizonyíték pedig nincs rá, hogy veszélyt jelentett volna. Gibbs azonban meggyőződéssel áll ki beosztottjáért. |                      |                     |                      |      |
| Model Behavior | 2005. december 13.   | Modellviselkedés    | 2007. november 12.   | 3x11 |
| Egy tengerészeti bázison egy valóságshow-t forgatnak, amikor az egyik modell rejtélyes körülmények között az életét veszti. A csapat feladata megtalálni a szupermodell gyilkosát. A nyomozás során kiderül, hogy a szerencsétlenül járt áldozat egy szerelmi háromszög tagja volt. |                      |                     |                      |      |
| Boxed In | 2006. január 10.     | Dobozba zárva       | 2007. november 19.   | 3x12 |
| Egy akció során Tony és Ziva bennreked egy fém konténerben, amikor éppen csempészeket akarnának lebuktatni. Tony nyomozni kezd odabent, hátha talál valami említésre méltót a DVD-filmek mellett. Fegyverek helyett azonban több láda hamis pénzre bukkannak. |                      |                     |                      |      |
| Deception | 2006. január 17.     | Megtévesztés        | 2007. november 26.   | 3x13 |
| Segélyhívás érkezik az NCIS-hez egy nukleáris szállítmány megtervezésénél részt vett hadnagytól. Kiderül, hogy az elrabolt nő, egy online pedofília ellenes civil szervezetnél is dolgozik, aznap pedig találkozója volt egy megfigyelt személlyel. |                      |                     |                      |      |
| Light Sleeper | 2006. január 24.     | Alvó ügynök         | 2007. december 3.    | 3x14 |
| A csapat egy kényes ügyben folytat nyomozást. Két tengerészgyalogos feleségével végeztek különös kegyetlenséggel, és minden jel arra utal, hogy sorozatgyilkossal van dolguk. Így a csapatnak meg kell találnia az elkövetőt, még mielőtt újra gyilkolna. |                      |                     |                      |      |
| Head Case | 2006. február 7.     | A fej               | 2007. december 10.   | 3x15 |
| Miközben az NCIS csapata egy autóbontó-műhelyt számol fel, az egyik kocsi csomagtartójában egy nemrégiben elhunyt kapitány fejére bukkannak. Kiderül, hogy a kapitányt elhamvasztották, Gibbs szerint viszont a test bizonyosan nem volt elhamvasztva. |                      |                     |                      |      |
| Family Secret | 2006. február 28.    | Családi titok       | 2007. december 17.   | 3x16 |
| Felrobban egy mentőautó, melyben egy tengerész holttestét szállítják. Gibbs és csapata megállapítják, hogy a kocsiban szállított tiszt és az áldozat DNS-e nem egyezik. Kiderül, hogy a mentő felrobbantása csak egy családi titok elfedésére szolgált. |                      |                     |                      |      |
| Ravenous | 2006. március 7.     | A ragadozó          | 2008. január 7.      | 3x17 |
| Egy fiatalokból álló csoport egy tengerésztiszthez tartozó dögcédulát talál az egyik nemzeti parkban. A szétmarcangolt holttest alapján a férfival egy medve végzett. Kiderül, hogy a tiszt már korábban halott volt, a vele tartózkodó nőnek pedig nyoma veszett. |                      |                     |                      |      |
| Bait | 2006. március 14.    | Csalétek            | 2008. január 14.     | 3x18 |
| Egy 15 éves fiú túszokat ejt saját iskolájában. Azzal fenyegetőzik, hogy felrobbantja a mellkasára erősített bombát, ha nem kerítik elő az édesanyját. Egy lány helyett Gibbs vonul be túsznak, így DiNozzo veszi át az irányítást. |                      |                     |                      |      |
| Iced | 2006. április 4.     | Jégbe fagyva        | 2008. január 21.     | 3x19 |
| Két gyerek egy holttestet talál egy befagyott tó jege alatt. A csapat a helyszínre érkezés után további holttestekre bukkan. Később kiderül, hogy három áldozatot az elsőként megtalált főtörzsőrmester fegyverével öltek meg. |                      |                     |                      |      |
| Untouchable | 2006. április 18.    | Az érinthetetlen    | 2008. január 28.     | 3x20 |
| A Pentagon egyik tanúként beidézett kódfejtőjét holtan találják saját lakásában. A jelek szerint minden ok nélkül fejbe lőtte magát. A nyomozás során azonban a csapat kideríti, hogy az áldozat nem volt egyedül a halálakor. |                      |                     |                      |      |
| Bloodbath | 2006. április 25.    | Vérfürdő            | 2008. február 4.     | 3x21 |
| A csapat egy szokványosnak mondható gyilkossági ügyön dolgozik, amikor valaki Abby életére tör. Kiderül, hogy Abby túl közel kerülhetett egy eset megoldásához, ezért akarják őt mindenáron megölni. |                      |                     |                      |      |
| Jeopardy | 2006. május 2.       | Kockázat            | 2008. február 11.    | 3x22 |
| Ziva és Tony egy gyanúsítottat kísér be az NCIS-központba, aki nem hajlandó beszállni a liftbe, ezért Ziva kénytelen erőszakhoz folyamodni. Ennek következtében a férfi meghal, és Gibbs nem tudja eldönteni, hogy Ziva felelős-e a gyanúsított haláláért. Közben Jennyt elrabolják, és a gyanúsított a testvérét akarja cserébe az igazgatóért. |                      |                     |                      |      |
| Hiatus (part I) | 2006. május 9.       | Hiatus 2/1          | 2008. február 18.    | 3x23 |
| Egy akció során bekövetkezett robbanásban Gibbs súlyosan megsérül. Kómába kerül, az orvosa szerint viszont az állapota rendben van. A főnök hiányában DiNozzo veszi át az irányítást, de nehezen bír a csapattal, Abby és Ziva felpofozzák egymást. |                      |                     |                      |      |
| Hiatus (part II) | 2006. május 16.      | Hiatus 2/2          | 2008. február 25.    | 3x24 |
| Gibbs felébred a kómából, a történtekre viszont nem emlékszik. Az orvos szerint az amnéziája lelki eredetű, mert az elmúlt 15 évből semmire sem emlékszik. A csapat megtudja, hogy Gibbsnek nem három, hanem négy felesége volt, és az első feleségével volt egy lánya, Kelly. Végül Ziva segít neki visszaemlékezni. Eközben egy terrorista nyomára akadnak, akinek a robbanáshoz is köze lehetett. Gibbs felmond, és elmegy Mike Frankhez Mexikóba. |                      |                     |                      |      |